# Jorgos Mazonakis
Jorgos Mazonakis, Giórgos Mazonákīs (gr. Γιώργος Μαζωνάκης; ur. 4 marca 1972 w Nikiei) – grecki piosenkarz.

## Życiorys
Jako początkujący piosenkarz występował w jednym z klubów nocnych w Patras. Latem 1992 został dostrzeżony podczas jednego z koncertów przez przedstawicieli wytwórni muzycznej PolyGram Greece. W 1993 podpisał kontrakt płytowy z wytwórnią Universal Music Group, pod której szyldem wydał swój debiutancki album studyjny pt. Mesanihta kai kati. Za wysoką sprzedaż kolejnych dwóch albumów, Me ta matia na to les (1994) i Mu leipeis (1996), uzyskał certyfikat złotej płyty w Grecji. W 1997 wydał album pt. Paidi tis nihtas, za którego sprzedaż otrzymał certyfikat platynowej płyty. Pod szyldem wytwórni Universal Music Group wydał jeszcze dwie płyty studyjne: Brosta s’ena mikrofono (1998) i Allachane ta plana mu (1999), za których sprzedaż otrzymał certyfikaty złotej płyty, a także składankę przebojów pt. The Best Of.

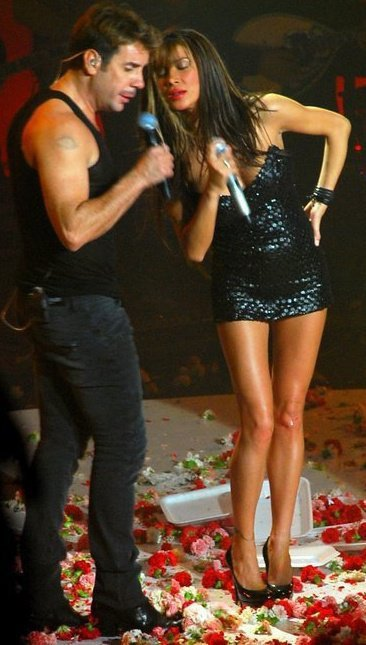
Mazonakis i Paola

W 2001 zakończył współpracę z Universal Music Greece i podpisał kontrakt z wytwórnią Heaven Music. Pod szyldem nowej wytwórni zadebiutował albumem pt. Koita me (2001), którą w następnym roku wydał w rozszerzonej wersji pt. Koita me + Beat.  W 2002 zaśpiewał dwie piosenki z repertuaru Stamatisa Kraunakisa („Ksimeroni pali” i „Kamikazi”) na potrzeby ścieżki dźwiękowej do filmu Nikosa Panajiotopulosa Kurastika na skotono tus ajapitikus su (Κουράστηκα να σκοτώνω τους αγαπητικούς σου, 2002). W 2003 wydał album pt. Savvato, za którego sprzedaż uzyskał certyfikat platynowej płyty w Grecji. W 2004 premierę miała dwupłytowa składanka jego przebojów pt. Best oraz album koncertowy pt. Mazonakis Live, za który otrzymał status złotej płyty w Grecji. Do końca dekady wydał jeszcze jeden album studyjny pt. Ta ohi kai ta nai mu (2007), który promował singlem „S’ echo epitimisi” nagranym w duecie z Fiwosem Tasopulosem, a także dwie składanki przebojów: Ta erotika (2006) i Best of Giorgos Mazonakis (2007) oraz album koncertowy pt. Revised (2009).
Na początku lipca 2010 wydał swój 10. album studyjny w karierze, Ta isia anapoda, za którego sprzedaż uzyskał status podwójnej platynowej płyty w Grecji. W listopadzie 2012 wydał album pt. Lipi pali o teos, za który uzyskał certyfikat platynowej płyty.
W 2013 z okazji 20-lecia kariery artystycznej wydał składankę przebojów pt. Me lene Jorgo (20 chronia Jorgos Mazonakis). W tym samym roku był nominowany do MAD Video Music Awards dla najlepszego artysty i za najlepszy teledysk laiko (za wideoklip do „Ego agapao anarhika”). W 2014 otrzymał kolejne nominacje do tej nagrody, m.in. dla artysty roku oraz za piosenkę roku (za „Kalos sas vrika”) i teledysk roku (za wideoklip do „Kalos sas vrika”).
W 2015 wydał album pt. To paracheno me mena, a także wziął udział w nagraniu tytułowego singla ze ścieżki dźwiękowej do filmu O Magikos katreftis (Ο Μαγικός Καθρέφτης, 2016) oraz został laureatem Europejskiej Nagrody Muzycznej MTV dla najlepszego greckiego wykonawcy.
W 2016 zakończył współpracę z Heaven Music, a w następnym roku podpisał umowę z wytwórnią Minos EMI. W 2019 wydał album pt. Agapo Simeni zawierający single, które wydawał w poprzednich latach: „De gustaro” (2016), „Sopa ki aku” (2017), „Agapo Simeni” (2018), „Ena tawma” (2018), „Dianikterevo” (2019), „Ores mikres” (2020) i „Tosa Vradia” (2021); utwory były przebojami airplay w Grecji. W 2022 premierę miał singiel „Tora Tora (Boro Boro)”, który nagrał w duecie z Arashem.

## Dyskografia
| - Mesanihta kai kati (1993) - Me ta matia na to les (1994) - Mu leipeis (1996) - Paidi tis nihtas (1997) - Brosta s’ena mikrofono (1998) - Allachane ta plana mu (1999) - Koita me (2002) - Savvato (2003) - Ta ohi kai ta nai mu (2007) - Ta isia anapoda (2010) - Leipei pali o teos (2012) - To paracheno me mena (2015) - Agapo Simeni (2019) | - The Best Of (2001) - Best (2004) - Ta erotika (2006) - Best of Giorgos Mazonakis (2007) - Me lene Jorgo (20 chronia Jorgos Mazonakis) (2013) - Mazonakis Live (2004) - Revised (2009) |